# Annika Saarikko
Annika Virpi Irene Saarikko (Jyväskylä, 10 novembre 1983) è una politica finlandese, dal 5 settembre 2020 leader del Partito di Centro.
Inoltre ha ricoperto anche altre due cariche, quella di vice primo ministro dal 10 settembre 2020 e di ministro delle finanze dal 27 maggio 2021, entrambe cessate il 20 giugno 2023.

## Carriera politica
Il 14 giugno 2010 Saarikko è stata eletta alla vicepresidenza del Partito di Centro. È stata eletta al Parlamento della Finlandia alle elezioni parlamentari finlandesi del 2011.
Dal 10 luglio 2017 al 6 giugno 2019 Saarikko è stata ministro degli Affari familiari e dei servizi sociali. Il 6 giugno 2019 è stata nominata ministro della Scienza e della Cultura. Il 9 agosto 2019 Saarikko ha preso un congedo di maternità e la posizione è stata ricoperta da Hanna Kosonen fino a quando Saarikko ha ripreso il suo incarico nell'agosto 2020. Nel settembre 2020 è diventata vice primo ministro della Finlandia, carica tradizionalmente ricoperta dal leader del secondo partito della coalizione di governo. Nel maggio 2021 Saarikko è diventata Ministro delle Finanze.
Saarikko ha guidato il Partito di Centro alle elezioni parlamentari finlandesi del 2023, in cui il partito ha perso 8 seggi ed è arrivato quarto. A causa della sconfitta elettorale, Saarikko ha annunciato che il partito non avrebbe cercato un posto nel governo. Nel febbraio 2024, Saarikko ha annunciato che non cercherà un altro mandato come leader alla conferenza del partito nel giugno 2024.